# Fengzhen mengla
Genre
Espèce
Fengzhen mengla, unique représentant du genre Fengzhen, est une espèce d'araignées aranéomorphes de la famille des Corinnidae.

## Distribution
Cette espèce est endémique du Yunnan en Chine,. Elle se rencontre dans le xian de Mengla.

## Description
Le mâle holotype mesure 4,33 mm et la femelle paratype 4,68 mm.

## Systématique et taxinomie
Cette espèce a été décrite par Lu et Li en 2023.
Ce genre a été décrit par Lu et Li en 2023 dans les Corinnidae.

## Étymologie
Son nom d'espèce lui a été donné en référence au lieu de sa découverte, le xian de Mengla.
Ce genre est nommé en l'honneur de Feng-zhen Wang (1906–1978).

## Publication originale
- Lu, Chu, Lin, Pham, Li & Yao, 2023 : « Two new genera and five new species of Corinnidae Karsch, 1880 (Arachnida, Araneae) from China and Vietnam. » ZooKeys, vol. 1165, p. 17-42 (texte intégral).